# 萨拉热窝大学

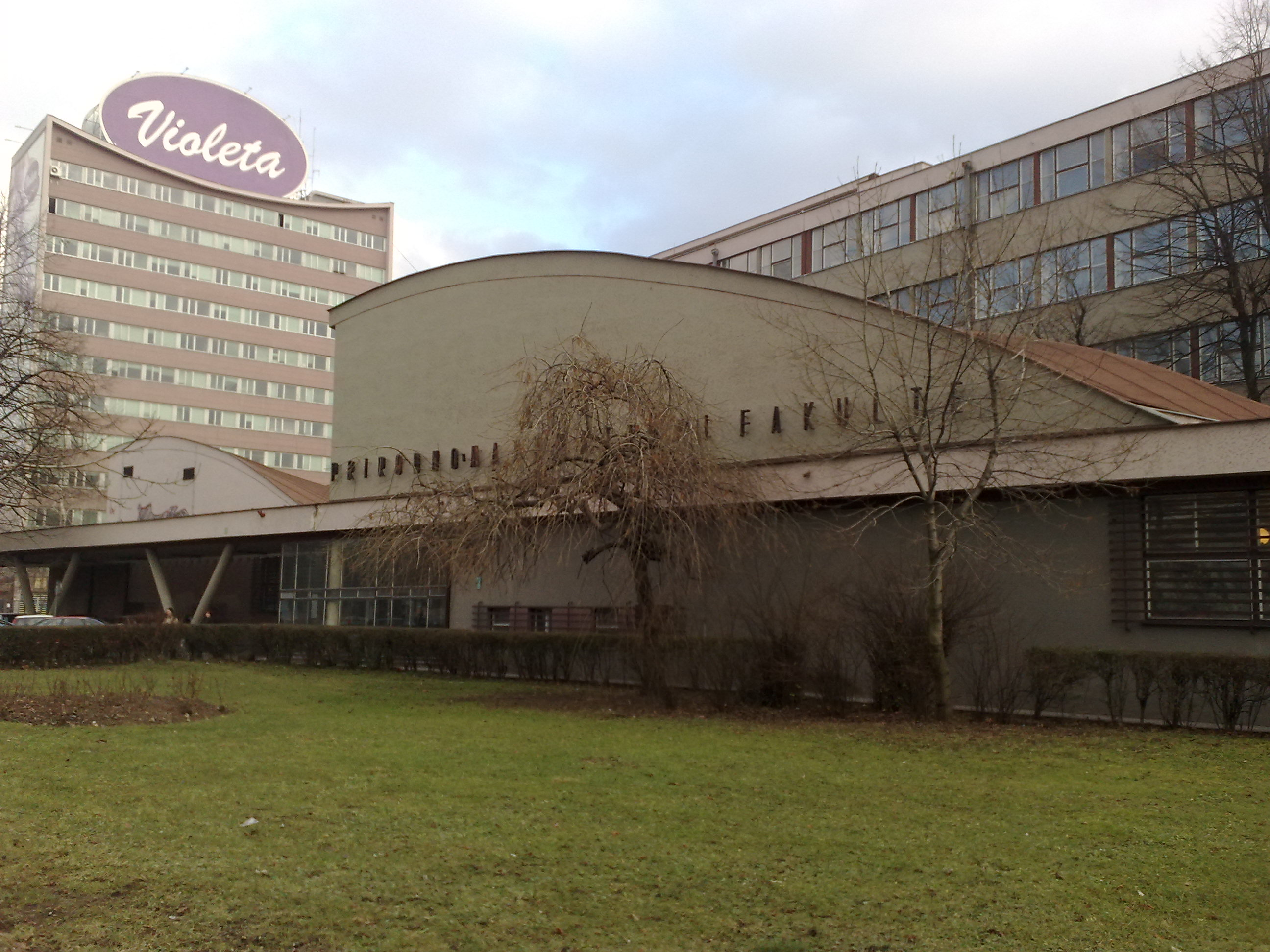
数理系大楼

萨拉热窝大学，波黑首都萨拉热窝市的一所大学。萨拉热窝大学是波黑规模最大，历史最悠久的大学。萨拉热窝大学历史最早可上溯到1531年创建的萨拉热窝奥斯曼伊斯兰学校；作为现代大学的历史则始于1949年。萨拉热窝大学现有在校生5万人左右。

## 院系设置
萨拉热窝大学现有20余个院系。
- 萨拉热窝经济与金融学院
- 萨拉热窝表演艺术学院
- 建筑系
- 电子工程系
- 刑事科学系
- 萨拉热窝政治学系
- 体育运动系
- 交通工程与通信系
- 药学系
- 哲学系
- 土木工程系
- 机械工程系
- 医学系
- 萨拉热窝音乐学院
- 教师进修学院
- 农学系
- 萨拉热窝法学院
- 数理系
- 牙医学系
- 林学系
- 兽医药系